# Fakse Tværgade
Fakse Tværgade er en kort, blind sidegade til Faksegade på Østerbro i København. Gaden blev anlagt omkring 1900 og indgår som en del af det ældre gadenet i området, hvor mange veje er opkaldt efter danske byer.

## Bebyggelse og funktion
Fakse Tværgade rummer kun én enkelt ejendom, som udgør hele gadens bebyggelse. Ejendommen er en stiftelse for pensionerede søofficerer, opført i 1896 af Foreningen af 8. april 1873 – en organisation grundlagt med det formål at yde støtte og sikre boliger for tidligere søofficerer.